# 하뉴시
하뉴시(일본어: 羽生市)은 일본 사이타마현 동북부에 있는 시이다. 에도 시대 말기 이후 청호(아오지마)를 생산해 의료의 거리로 알려져 있다.
현재 하뉴시는 가조시, 기사이정, 오토네정, 기타카와베정 등 1시 3정과 합병을 구상하고 있다.

## 지리
사이타마현 동북부에 위치하고 북부에는 도네강이 흐른다. 군마현과 인접하고 이바라키현, 도치기현과도 가깝다. 도부 이세사키선이 남북으로 종단하고 지치부 철도가 하뉴역을 기점으로 구마가야시를 지나 지치부시 방면으로 뻗어 있다. 또 도호쿠 자동차도가 동부를 종단한다.

### 인접한 자치체
- 사이타마현
  - 교다시
  - 가조시
- 군마현
  - 오라군
    - 이타쿠라정
    - 메이와정

## 역사
- 1954년 9월 1일 - 기타사이타마군 하뉴정, 신고촌, 스카게촌, 이와세촌, 가와마타촌, 이즈미촌, 데코바야시촌이 합병하여 하뉴시가 신설되었다.
- 1955년 1월 1일 - 기타사이타마군 미타가야촌, 무라키미촌이 합병하여 지요다촌이 신설되었다.
- 1959년 4월 1일 - 지요다촌이 하뉴시에 편입되었다.

## 교통

### 도로
- 도호쿠 자동차도
- 국도 122호선(일본어판)
- 국도 125호선

### 철도
- 도부 철도 이세사키선
- 지치부 철도 지치부 본선

## 인구
| 연도 | 인구   | ±%     |
| ---- | ------ | ------ |
| 1920 | 30,930 | —      |
| 1930 | 32,714 | +5.8%  |
| 1940 | 33,570 | +2.6%  |
| 1950 | 42,623 | +27.0% |
| 1960 | 43,900 | +3.0%  |
| 1970 | 45,001 | +2.5%  |
| 1980 | 48,488 | +7.7%  |
| 1990 | 53,764 | +10.9% |
| 2000 | 57,499 | +6.9%  |
| 2010 | 56,215 | −2.2%  |

## 자매 도시
- 필리핀 바기오(1969년)
- 일본 후쿠시마현 가네야마정(1982년)
- 벨기에 뒤르뷔(1994년)